# Simaninggir Psm
Simaninggir Psm is een bestuurslaag in het regentschap Padang Lawas Utara van de provincie Noord-Sumatra, Indonesië. Simaninggir Psm telt 405 inwoners (volkstelling 2010).